# جین ایزومیساوا
جین ایزومیساوا (انگلیسی: Jin Izumisawa؛ زادهٔ ۱۷ دسامبر ۱۹۹۱) بازیکن فوتبال اهل ژاپن است.